# Grind

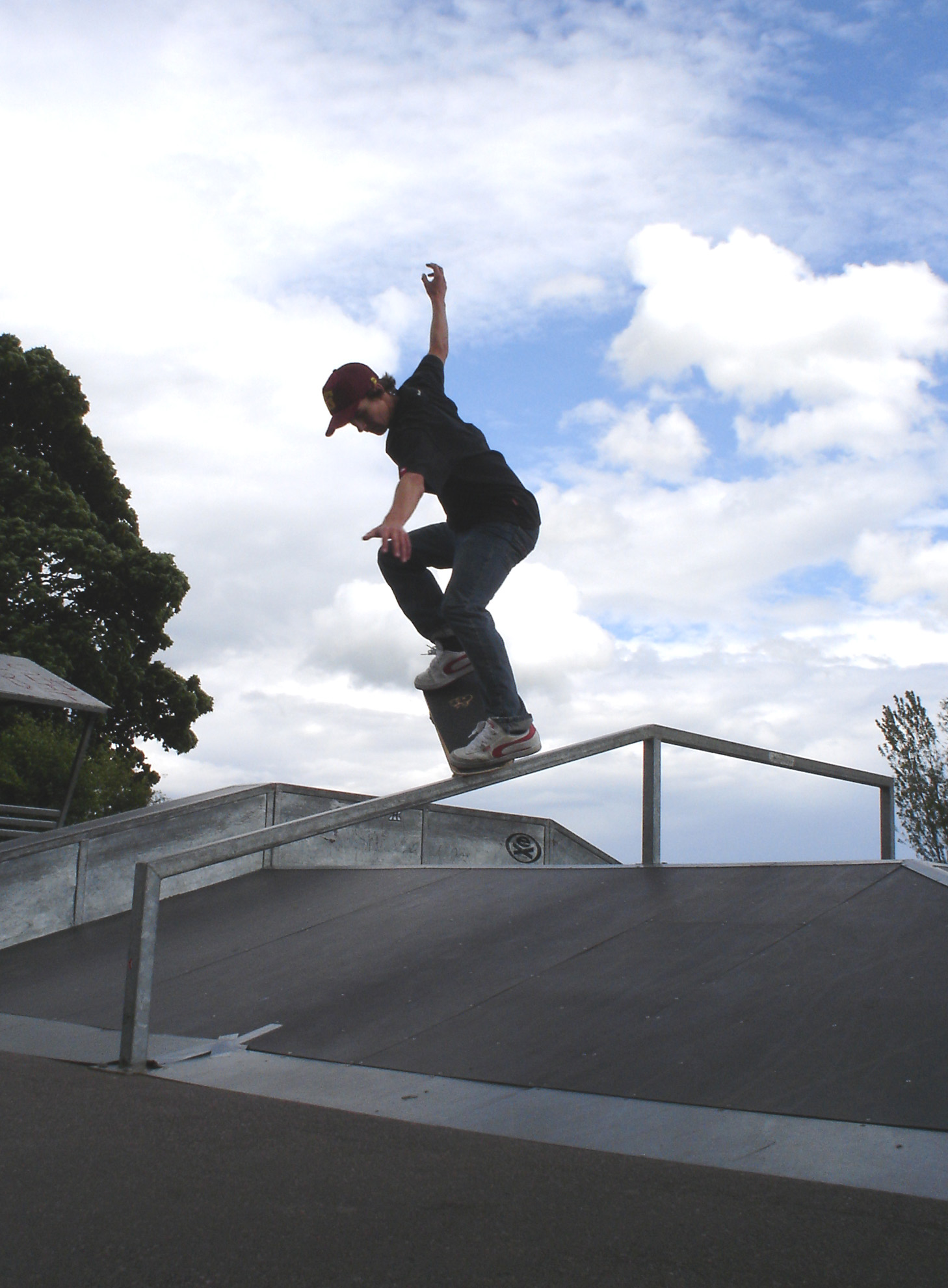
Carl Wilson con un Croocked grind o grind torcido.

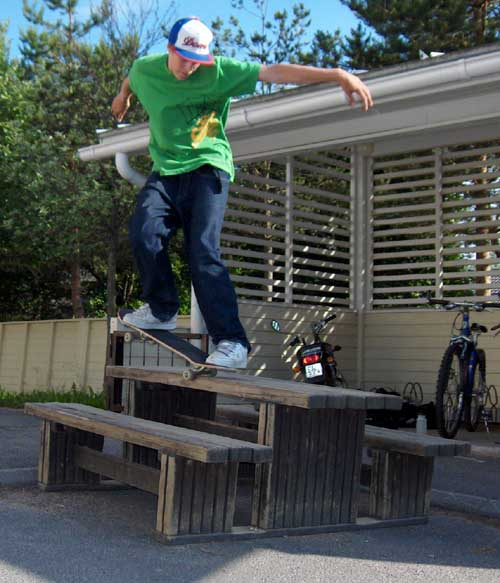
Nose grind.

Los trucos de grind consisten básicamente en saltar con la tabla y subir sobre un bordillo de acera, ledge, barandilla, o barandal (tubo horizontal sujeto a un borde), deslizándose sobre el borde de la superficie, manteniendo el equilibrio y evitando caerse.

## Tipos de trucos
Lo conforman básicamente dos tipos de trucos:
- los grinds, que son los que se realizan con los trucks sobre la saliente, como el 50-50, el nosegrind, y el pivot-grind (ambos ejes, delantero y trasero respectivamente). También el 5-0, el smith grind, y el feeble;
- los slides, que consiste en ¨clavar¨ la tabla en el borde.  Estos a su vez se dividen en dos variantes: bs(backside) y fs(frontside) dependiendo de la dirección en la que se salta hacia el saliente. Son ellos el board slide, el nose slide , el tail slide, el darkslide, el lipslide, o el craislide (es lo mismo que el tail slide solo que se acompaña de un grab), el powerslide, el pendulum slide, el noseblunt slide, o el booger slide.

Antes de realizar estos trucos debe tomarse la precaución de asegurarse que la superficie que será empleada para deslizarse esté debidamente lubricada para un mejor deslizamiento, pero no excesivamente. Se suele utilizar cera o parafina como también jabón en los bordes, casi innecesarios en las barandas.

### Trucos de ¨grind¨
Los principales trucos de grind son:
- 50-50: consiste en clavar los dos ejes en la baranda y mantener el equilibrio.
- Nosegrind: consiste en clavar solamente el eje delantero y mantener el equilibrio en esa posición
- 5-0: consiste en clavar solamente el eje trasero y mantenerse en esa posición.
- Salad: consiste en clavar el eje trasero teniendo una diagonal hacia la dirección donde se clavó por ejemplo un skate de posición ¨regular¨ al meter un bs salad mantiene el equilibrio en el eje trasero y manteniendo el nose salido hacia la derecha.
- Crooked: consiste en clavar el eje delantero y mantener una diagonal con el tail en la dirección en la que se metió el truco.
- Overcroocks: es básicamente lo mismo que el croocked pero la diagonal es hacia el lado contrario a donde se metió.
- Smith grind: consiste en clavar el eje trasero en forma de salad pero bajando el eje delantero hasta un poco más abajo del eje trasero pero sin meterlo en el borde.
- Feeble grind: consiste casi igual que el smith grind pero se clava en la dirección contraria a él mismo.
- Willy: consiste en clavar un croocked grind pero bajando el eje trasero de la misma forma que el smith.
- Overwilly: es básicamente como el feeble solo que en este caso se clava el eje delantero en forma de overcroocks.

### Trucos de ¨slide¨
Los principales trucos de slide son:
- Boardslide: se clava la parte central de la tabla guiándola con el pie delantero para que pueda colocarse en la barandilla.
- Lipslide: consiste en clavar la parte central de la tabla pero quitándola con el pie trasero para meterlo correctamente en el bordillo.
- Noseslide: consiste en clavar el nose de la tabla guiándola con el pie delantero.
- Noseblunt: consiste en clavar el nose de la tabla guiándola con el pie trasero.
- Tailslide: consiste en clavar el tail de la tabla guiándola con el pie trasero.
- Blunt: consiste en clavar el tail de la tabla guiándola con el pie delantero.
- Banana slide: consiste en clavar el nose y el tail de la tabla a la vez.